# Football League First Division
Football League First Division byla anglická fotbalová soutěž, která předcházela dnešní Premier League. Mezi roky 1888 až 1992 byla nejvyšší ligou v Anglii. Poté, co se Premier League osamostatnila, byla od roku 1992 do roku 2004 soutěží druhou nejvyšší. V roce 2004 byla nahrazena soutěží známou jako The Championship. Second Division byla nahrazena League One a Third Division byla nahrazena League Two.

## Historie
Soutěž byla založena v roce 1888 ředitelem Aston Villy Charlie Fosseym. Původně se jednalo o soutěž, ve které nastupovalo 12 klubů (Accrington, Aston Villa, Blackburn Rovers, Bolton Wanderers, Burnley, Derby County, Everton, Notts County, Preston North End, Stoke (nyní Stoke City), West Bromwich Albion a Wolverhampton Wanderers), známou jako The Football League. V roce 1892 se přidaly kluby z Football Alliance, proto se liga rozšířila na dvě. První získala název Football League First Division a druhá Football League Second Division. Po dalších 100 let byla First Division nejvyšší soutěží v Anglii. Až v roce 1992 se 22 týmů First Division rozhodlo odstoupit z First Division a založit Premier League. To mělo zvýšit zisky a příjmy z televizních práv. Football League byla reorganizovaná. First Division byla přeměna na 2. nejvyšší soutěž, Second a Third Divison na 3. a 4. nejvyšší soutěž, v novém formátu pak u všech soutěží zůstal systém play-off. Fourth Division byla jako jediná soutěž zrušena.
V roce 2004 byla z komerčních důvodů přejmenována First Division na The Championship. Nicméně nadále zůstala soutěž druhou nejvyšší v Anglii.

## Počet týmů
| Počet týmů | Od   | Do   |
| ---------- | ---- | ---- |
| 12         | 1888 | 1891 |
| 14         | 1891 | 1892 |
| 16         | 1892 | 1898 |
| 18         | 1898 | 1905 |
| 20         | 1905 | 1915 |
| 22         | 1919 | 1987 |
| 21         | 1987 | 1988 |
| 20         | 1988 | 1991 |
| 22†        | 1991 | 1995 |
| 24         | 1995 | 2004 |

† jako druhá nejvyšší soutěž v Anglii (od roku 1992)

## Football League (1888–1892, 1. úroveň)
| Rok     | Vítěz (počet titulů)  | 2. místo          | 3. místo                | Nejlepší střelec                   | Góly |
| ------- | --------------------- | ----------------- | ----------------------- | ---------------------------------- | ---- |
| 1888–89 | Preston North End     | Aston Villa       | Wolverhampton Wanderers | John Goodall (Preston North End)   | 21   |
| 1889–90 | Preston North End (2) | Everton           | Blackburn Rovers        | Jimmy Ross (Preston North End)     | 24   |
| 1890–91 | Everton               | Preston North End | Notts County            | Jack Southworth (Blackburn Rovers) | 26   |
| 1891–92 | Sunderland            | Preston North End | Bolton Wanderers        | John Campbell (Sunderland)         | 32   |

## Football League First Division (1892–1992, 1. úroveň)
| Rok             | Vítěz (počet titulů)                                  | 2. místo                                              | 3. místo                                              | Nejlepší střelec                                                                    | Góly                                                  |
| --------------- | ----------------------------------------------------- | ----------------------------------------------------- | ----------------------------------------------------- | ----------------------------------------------------------------------------------- | ----------------------------------------------------- |
| 1892–93         | Sunderland (2)                                        | Preston North End                                     | Everton                                               | John Campbell (Sunderland)                                                          | 31                                                    |
| 1893–94         | Aston Villa                                           | Sunderland                                            | Derby County                                          | Jack Southworth (Everton)                                                           | 27                                                    |
| 1894–95         | Sunderland (3)                                        | Everton                                               | Aston Villa                                           | John Campbell (Sunderland)                                                          | 22                                                    |
| 1895–96         | Aston Villa (2)                                       | Derby County                                          | Everton                                               | Johnny Campbell (Aston Villa) Steve Bloomer (Derby County)                          | 20                                                    |
| 1896–97         | Aston Villa (3)                                       | Sheffield United                                      | Derby County                                          | Steve Bloomer (Derby County)                                                        | 22                                                    |
| 1897/98         | Sheffield United                                      | Sunderland                                            | Wolverhampton Wanderers                               | Fred Wheldon (Aston Villa)                                                          | 21                                                    |
| 1898/99         | Aston Villa (4)                                       | Liverpool                                             | Burnley                                               | Steve Bloomer (Derby County)                                                        | 23                                                    |
| 1899/00         | Aston Villa (5)                                       | Sheffield United                                      | Sunderland                                            | Billy Garraty (Aston Villa)                                                         | 27                                                    |
| 1900/01         | Liverpool                                             | Sunderland                                            | Notts County                                          | Steve Bloomer (Derby County)                                                        | 23                                                    |
| 1901/02         | Sunderland (4)                                        | Everton                                               | Newcastle United                                      | Jimmy Settle (Everton)                                                              | 18                                                    |
| 1902/03         | The Wednesday                                         | Aston Villa                                           | Sunderland                                            | Sam Raybould (Liverpool)                                                            | 31                                                    |
| 1903/04         | The Wednesday (2)                                     | Manchester City                                       | Everton                                               | Steve Bloomer (Derby County)                                                        | 20                                                    |
| 1904/05         | Newcastle United                                      | Everton                                               | Manchester City                                       | Arthur Brown (Sheffield United FC)                                                  | 22                                                    |
| 1905/06         | Liverpool (2)                                         | Preston North End                                     | The Wednesday                                         | Albert Shepherd (Bolton Wanderers)                                                  | 26                                                    |
| 1906/07         | Newcastle United (2)                                  | Bristol City                                          | Everton                                               | Alex Young (Everton)                                                                | 30                                                    |
| 1907/08         | Manchester United                                     | Aston Villa                                           | Manchester City                                       | Enoch West (Nottingham Forest)                                                      | 27                                                    |
| 1908/09         | Newcastle United (3)                                  | Everton                                               | Sunderland                                            | Bert Freeman (Everton)                                                              | 38                                                    |
| 1909/10         | Aston Villa (6)                                       | Liverpool                                             | Blackburn Rovers                                      | Jack Parkinson (Liverpool)                                                          | 30                                                    |
| 1910/11         | Manchester United (2)                                 | Aston Villa                                           | Sunderland                                            | Albert Shepherd (Newcastle United)                                                  | 25                                                    |
| 1911/12         | Blackburn Rovers                                      | Everton                                               | Newcastle United                                      | Harry Hampton (Aston Villa) George Holley (Sunderland) David McLean (The Wednesday) | 25                                                    |
| 1912/13         | Sunderland (5)                                        | Aston Villa                                           | The Wednesday                                         | David McLean (The Wednesday)                                                        | 30                                                    |
| 1913/14         | Blackburn Rovers (2)                                  | Aston Villa                                           | Middlesbrough                                         | George Elliot (Middlesbrough)                                                       | 32                                                    |
| 1914/15         | Everton (2)                                           | Oldham Athletic                                       | Blackburn Rovers                                      | Bobby Parker (Everton)                                                              | 35                                                    |
| 1915/16–1918/19 | Přerušena z důvodu průběhu první světové války        | Přerušena z důvodu průběhu první světové války        | Přerušena z důvodu průběhu první světové války        | Přerušena z důvodu průběhu první světové války                                      | Přerušena z důvodu průběhu první světové války        |
| 1919/20         | West Bromwich Albion                                  | Burnley                                               | Chelsea                                               | Fred Morris (West Bromwich Albion)                                                  | 37                                                    |
| 1920/21         | Burnley                                               | Manchester City                                       | Bolton Wanderers                                      | Joe Smith (Bolton Wanderers)                                                        | 38                                                    |
| 1921/22         | Liverpool (3)                                         | Tottenham Hotspur                                     | Burnley                                               | Andy Wilson (Middlesbrough)                                                         | 31                                                    |
| 1922/23         | Liverpool (4)                                         | Sunderland                                            | Huddersfield Town                                     | Charlie Buchan (Sunderland)                                                         | 30                                                    |
| 1923/24         | Huddersfield Town                                     | Cardiff City                                          | Sunderland                                            | Wilf Chadwick (Everton)                                                             | 28                                                    |
| 1924/25         | Huddersfield Town (2)                                 | West Bromwich Albion                                  | Bolton Wanderers                                      | Frank Roberts (Manchester City)                                                     | 31                                                    |
| 1925/26         | Huddersfield Town (3)                                 | Arsenal                                               | Sunderland                                            | Ted Harper (Blackburn Rovers)                                                       | 43                                                    |
| 1926/27         | Newcastle United (4)                                  | Huddersfield Town                                     | Sunderland                                            | Jimmy Trotter (The Wednesday)                                                       | 37                                                    |
| 1927/28         | Everton (3)                                           | Huddersfield Town                                     | Leicester City                                        | Dixie Dean (Everton)                                                                | 60                                                    |
| 1928/29         | The Wednesday (3)                                     | Leicester City                                        | Aston Villa                                           | Dave Halliday (Sunderland)                                                          | 43                                                    |
| 1929/30         | Sheffield Wednesday (4)                               | Derby County                                          | Manchester City                                       | Vic Watson (West Ham United)                                                        | 41                                                    |
| 1930/31         | Arsenal                                               | Aston Villa                                           | Sheffield Wednesday                                   | Tom Waring (Aston Villa)                                                            | 49                                                    |
| 1931/32         | Everton (4)                                           | Arsenal                                               | Sheffield Wednesday                                   | Dixie Dean (Everton)                                                                | 44                                                    |
| 1932/33         | Arsenal (2)                                           | Aston Villa                                           | Sheffield Wednesday                                   | Jack Bowers (Derby County)                                                          | 35                                                    |
| 1933/34         | Arsenal (3)                                           | Huddersfield Town                                     | Tottenham Hotspur                                     | Jack Bowers (Derby County)                                                          | 34                                                    |
| 1934/35         | Arsenal (4)                                           | Sunderland                                            | Sheffield Wednesday                                   | Ted Drake (Arsenal)                                                                 | 42                                                    |
| 1935/36         | Sunderland (6)                                        | Derby County                                          | Huddersfield Town                                     | W. G. Richardson (West Bromwich Albion)                                             | 39                                                    |
| 1936/37         | Manchester City                                       | Charlton Athletic                                     | Arsenal                                               | Freddie Steele (Stoke City)                                                         | 33                                                    |
| 1937/38         | Arsenal (5)                                           | Wolverhampton Wanderers                               | Preston North End                                     | Tommy Lawton (Everton)                                                              | 28                                                    |
| 1938/39         | Everton (5)                                           | Wolverhampton Wanderers                               | Charlton Athletic                                     | Tommy Lawton (Everton)                                                              | 35                                                    |
| 1939/40–1945/46 | Liga přerušena z důvodu probíhání druhé světové války | Liga přerušena z důvodu probíhání druhé světové války | Liga přerušena z důvodu probíhání druhé světové války | Liga přerušena z důvodu probíhání druhé světové války                               | Liga přerušena z důvodu probíhání druhé světové války |
| 1946/47         | Liverpool (5)                                         | Manchester United                                     | Wolverhampton Wanderers                               | Dennis Westcott (Wolverhampton Wanderers)                                           | 37                                                    |
| 1947/48         | Arsenal (6)                                           | Manchester United                                     | Burnley                                               | Ronnie Rooke (Arsenal)                                                              | 33                                                    |
| 1948/49         | Portsmouth                                            | Manchester United                                     | Derby County                                          | Willie Moir (Bolton Wanderers)                                                      | 25                                                    |
| 1949/50         | Portsmouth (2)                                        | Wolverhampton Wanderers                               | Sunderland                                            | Dickie Davis (Sunderland)                                                           | 25                                                    |
| 1950/51         | Tottenham Hotspur                                     | Manchester United                                     | Blackpool                                             | Stan Mortensen (Blackpool)                                                          | 30                                                    |
| 1951/52         | Manchester United (3)                                 | Tottenham Hotspur                                     | Arsenal                                               | George Robledo (Newcastle United)                                                   | 33                                                    |
| 1952/53         | Arsenal (7)                                           | Preston North End                                     | Wolverhampton Wanderers                               | Charlie Wayman (Preston North End)                                                  | 24                                                    |
| 1953/54         | Wolverhampton Wanderers                               | West Bromwich Albion                                  | Huddersfield Town                                     | Jimmy Glazzard (Huddersfield Town)                                                  | 29                                                    |
| 1954/55         | Chelsea                                               | Wolverhampton Wanderers                               | Portsmouth                                            | Ronnie Allen (West Bromwich Albion)                                                 | 27                                                    |
| 1955/56         | Manchester United (4)                                 | Blackpool                                             | Wolverhampton Wanderers                               | Nat Lofthouse (Bolton Wanderers)                                                    | 33                                                    |
| 1956/57         | Manchester United (5)                                 | Tottenham Hotspur                                     | Preston North End                                     | John Charles (Leeds United)                                                         | 38                                                    |
| 1957/58         | Wolverhampton Wanderers (2)                           | Preston North End                                     | Tottenham Hotspur                                     | Bobby Smith (Tottenham Hotspur)                                                     | 36                                                    |
| 1958/59         | Wolverhampton Wanderers (3)                           | Manchester United                                     | Arsenal                                               | Jimmy Greaves (Chelsea)                                                             | 33                                                    |
| 1959/60         | Burnley (2)                                           | Wolverhampton Wanderers                               | Tottenham Hotspur                                     | Dennis Viollet (Manchester United)                                                  | 32                                                    |
| 1960/61         | Tottenham Hotspur (2)                                 | Sheffield Wednesday                                   | Wolverhampton Wanderers                               | Jimmy Greaves (Chelsea)                                                             | 41                                                    |
| 1961/62         | Ipswich Town                                          | Burnley                                               | Tottenham Hotspur                                     | Ray Crawford (Ipswich Town) Derek Kevan (West Bromwich Albion)                      | 33                                                    |
| 1962/63         | Everton (6)                                           | Tottenham Hotspur                                     | Burnley                                               | Jimmy Greaves (Tottenham Hotspur)                                                   | 37                                                    |
| 1963/64         | Liverpool (6)                                         | Manchester United                                     | Everton                                               | Jimmy Greaves (Tottenham Hotspur)                                                   | 35                                                    |
| 1964/65         | Manchester United (6)                                 | Leeds United                                          | Chelsea                                               | Andy McEvoy (Blackburn Rovers) Jimmy Greaves (Tottenham Hotspur)                    | 29                                                    |
| 1965/66         | Liverpool (7)                                         | Leeds United                                          | Burnley                                               | Willie Irvine (Burnley)                                                             | 29                                                    |
| 1966/67         | Manchester United (7)                                 | Nottingham Forest                                     | Tottenham Hotspur                                     | Ron Davies (Southampton)                                                            | 37                                                    |
| 1967/68         | Manchester City (2)                                   | Manchester United                                     | Liverpool                                             | George Best (Manchester United) Ron Davies (Southampton)                            | 28                                                    |
| 1968/69         | Leeds United                                          | Liverpool                                             | Everton                                               | Jimmy Greaves (Tottenham Hotspur)                                                   | 27                                                    |
| 1969/70         | Everton (7)                                           | Leeds United                                          | Chelsea                                               | Jeff Astle (West Bromwich Albion)                                                   | 25                                                    |
| 1970/71         | Arsenal (8)                                           | Leeds United                                          | Tottenham Hotspur                                     | Tony Brown (West Bromwich Albion)                                                   | 28                                                    |
| 1971/72         | Derby County                                          | Leeds United                                          | Liverpool                                             | Francis Lee (Manchester City)                                                       | 33                                                    |
| 1972/73         | Liverpool (8)                                         | Arsenal                                               | Leeds United                                          | Pop Robson (West Ham United)                                                        | 28                                                    |
| 1973/74         | Leeds United (2)                                      | Liverpool                                             | Derby County                                          | Mick Channon (Southampton)                                                          | 21                                                    |
| 1974/75         | Derby County (2)                                      | Liverpool                                             | Ipswich Town                                          | Malcolm Macdonald (Newcastle United)                                                | 21                                                    |
| 1975/76         | Liverpool (9)                                         | Queens Park Rangers                                   | Manchester United                                     | Ted MacDougall (Norwich City)                                                       | 23                                                    |
| 1976/77         | Liverpool (10)                                        | Manchester City                                       | Ipswich Town                                          | Malcolm Macdonald (Arsenal) Andy Gray (Aston Villa)                                 | 25                                                    |
| 1977/78         | Nottingham Forest                                     | Liverpool                                             | Everton                                               | Bob Latchford (Everton)                                                             | 30                                                    |
| 1978/79         | Liverpool (11)                                        | Nottingham Forest                                     | West Bromwich Albion                                  | Frank Worthington (Bolton Wanderers)                                                | 24                                                    |
| 1979/80         | Liverpool (12)                                        | Manchester United                                     | Ipswich Town                                          | Phil Boyer (Southampton)                                                            | 23                                                    |
| 1980/81         | Aston Villa (7)                                       | Ipswich Town                                          | Arsenal                                               | Peter Withe (Aston Villa) Steve Archibald (Tottenham Hotspur)                       | 20                                                    |
| 1981/82         | Liverpool (13)                                        | Ipswich Town                                          | Manchester United                                     | Kevin Keegan (Southampton)                                                          | 26                                                    |
| 1982/83         | Liverpool (14)                                        | Watford                                               | Manchester United                                     | Luther Blissett (Watford)                                                           | 27                                                    |
| 1983/84         | Liverpool (15)                                        | Southampton                                           | Nottingham Forest                                     | Ian Rush (Liverpool)                                                                | 32                                                    |
| 1984/85         | Everton (8)                                           | Liverpool                                             | Tottenham Hotspur                                     | Kerry Dixon (Chelsea) Gary Lineker (Leicester City)                                 | 24                                                    |
| 1985/86         | Liverpool (16)                                        | Everton                                               | West Ham United                                       | Gary Lineker (Everton)                                                              | 30                                                    |
| 1986/87         | Everton (9)                                           | Liverpool                                             | Tottenham Hotspur                                     | Clive Allen (Tottenham Hotspur)                                                     | 33                                                    |
| 1987/88         | Liverpool (17)                                        | Manchester United                                     | Nottingham Forest                                     | John Aldridge (Liverpool)                                                           | 26                                                    |
| 1988/89         | Arsenal (9)                                           | Liverpool                                             | Nottingham Forest                                     | Alan Smith (Arsenal)                                                                | 23                                                    |
| 1989/90         | Liverpool (18)                                        | Aston Villa                                           | Tottenham Hotspur                                     | Gary Lineker (Tottenham Hotspur)                                                    | 24                                                    |
| 1990/91         | Arsenal (10)                                          | Liverpool                                             | Crystal Palace                                        | Alan Smith (Arsenal)                                                                | 22                                                    |
| 1991/92         | Leeds United (3)                                      | Manchester United                                     | Sheffield Wednesday                                   | Ian Wright (Crystal Palace/Arsenal)                                                 | 29                                                    |

- Tučně jsou zvýrazněny týmy, které zvítězily v FA Cupu a v lize nebo zvítězily v lize a evropském poháru.

## Football League First Division (1992–2004, 2. úroveň)
| Sezóna  | Vítěz             | 2. místo             | Vítěz Play-off          |
| ------- | ----------------- | -------------------- | ----------------------- |
| 1992–93 | Newcastle United  | West Ham United      | Swindon Town            |
| 1993–94 | Crystal Palace    | Nottingham Forest    | Leicester City          |
| 1994–95 | Middlesbrough     | Reading (viz pozn.)  | Bolton Wanderers        |
| 1995–96 | Sunderland        | Derby County         | Leicester City          |
| 1996–97 | Bolton Wanderers  | Barnsley             | Crystal Palace          |
| 1997–98 | Nottingham Forest | Middlesbrough        | Charlton Athletic       |
| 1998–99 | Sunderland        | Bradford City        | Watford                 |
| 1999–00 | Charlton Athletic | Manchester City      | Ipswich Town            |
| 2000–01 | Fulham            | Blackburn Rovers     | Bolton Wanderers        |
| 2001–02 | Manchester City   | West Bromwich Albion | Birmingham City         |
| 2002–03 | Portsmouth        | Leicester City       | Wolverhampton Wanderers |
| 2003–04 | Norwich City      | West Bromwich Albion | Crystal Palace          |

Poznámka:
- 1994/95: V sezóně 1994/95 postupovaly do Premier League pouze dva týmy (vítěz ligy a vítěz play-off) z důvodů snížení počtu účastníků nejvyšší soutěže z 22 týmů na 20.